# Cá voi đầu cong
Cá voi đầu cong, cá voi Bắc cực, cá voi Greenland hay cá voi Nga (danh pháp hai phần: Balaena mysticetus) là một loài cá voi tấm sừng hàm thuộc họ Balaenidae trong phân bộ Mysticeti. Loài cá voi chắc nịch, sẫm màu này không có vây lưng, chúng có thể dài 20,7m và nặng 120 tấn. Nó sống hoàn toàn ở vùng biển Bắc cực và gần Bắc cực giàu thức ăn, không giống như các loài cá voi khác di cư tới vùng vĩ độ thấp để kiếm ăn hoặc sinh sản. Cá voi đầu cong là động vật có vú sống lâu nhất, và có miệng lớn nhất trong số các loài động vật.
Cá voi đầu cong đã là mục tiêu của nghề săn bắt cá voi từ rất lâu. Quần thể của nó đã bị suy giảm mạnh trước khi có sự tạm ngừng săn bắt năm 1966. Quần thể hiện tại được ước tính là trên 24.900 cá thể trên toàn thế giới, giảm từ khoảng 50.000 con trước khi có nghề săn bắt cá voi. 